# Curt Göransson (racerförare)
Curt Göransson, född 13 oktober 1944, är en svensk före detta racerförare (truckracing). Göransson är fyrfaldig Europamästare (1986, 1988, 1989 och 1990). Han återgick efter racingkarriären till att driva familjeföretaget, ett åkeri i hälsingska Färila.